# Ein Sommer auf Mykonos
Ein Sommer auf Mykonos ist ein deutscher Fernsehfilm von Jophi Ries aus dem Jahr 2020. In den Hauptrollen sind Valerie Huber und Daniel Rodic besetzt, in tragenden Rollen Ann-Kathrin Kramer, Michael Fitz und Nina Kronjäger. Bei dem in der Rubrik „Herzkino“ startenden ZDF-Sonntagsfilm handelt es sich um die zweiunddreißigste Folge der Filmreihe Ein Sommer in …, die an wechselnden Schauplätzen der Welt spielt.

## Handlung
Susanne Johannson ist mit ihrer Tochter Jana gerade auf Mykonos angekommen, als Jana durch eigene  Unachtsamkeit Geld und Papiere gestohlen werden. Während ihres Aufenthalts auf der Insel logieren beide bei Susannes Freundin Britta Paradakis, die eine Fremdenpension betreibt. Im Hafen trifft Jana, für sie überraschend, auf ihren Vater Jens Hansen, zu dem der Kontakt in den letzten Jahren abgebrochen war. Er erzählt ihr, dass er sich vor sechs Wochen auf Kreta ein Boot gekauft habe und plane, die Welt zu umsegeln, seine Zeit als Schiffsbauingenieur sei nun vorbei. Jana erzählt ihrem Vater, dass sie an einer Uni in Kroatien Tiermedizin studieren werde. Für ein Studium in Deutschland sei ihr Notendurchschnitt zu schlecht.
In einem Gespräch mit Susanne wird Jens schnell klar, worum es ihr eigentlich geht. Sie hat ihren Job verloren, ist von ihrem Langzeitpartner verlassen worden und hofft, dass er Janas Studium finanzieren werde. In dem Gespräch kristallisiert sich auch heraus, dass es Susanne war, die ihn immer auf Distanz gehalten hat – auch im Hinblick auf Jana. Jana hingegen nimmt an, dass sie ihrem Vater ziemlich gleichgültig ist und er nie Wert auf Kontakt zu ihr gelegt hat.
Anderentags sucht Jana ihren Vater wieder auf seinem Boot auf, um ihm zu sagen, dass sie sein Geld nicht wolle. Als sie stolpert, verliert sie ihren Ohrring, der in eine Spalte zwischen zwei Brettern im Boden fällt. Nachdem Jens das Brett entfernt hat, findet das Duo versteckt unter den Bohlen 650.000 mexikanische Pesos, was etwa 30.000 Euro entspricht. Jens meint, er habe das Boot von Stavros Markos, einem grundsoliden Griechen gekauft, davor gehörte es wahrscheinlich einem Manolo Sanchez. Im Gegensatz zu seiner Tochter ist Jens der Meinung, er habe das Boot gekauft und alles, was sich darauf befinde, gehöre ihm. Jana meint, er solle das Geld lieber abgeben.
Nikos Sakalidis, Polizist auf Mykonos, hat Jana eingeladen, um ihr „seine“ Insel zu zeigen. Unterwegs erzählt er ihr von seinem achtjährigen Sohn Timon. Melina, seine einstige Freundin, habe einen Job in Hamburg und sich dort in jemand anderen verliebt. Aber in den Ferien komme sein Sohn immer nach Mykonos. Er sei die Sonne seines Lebens. Die beiden verbringen, wie Jana meint, einen echt schönen Tag miteinander.
Jens überreicht Jana einen Umschlag mit einem Bündel Scheinen, „für Dein Studium“, meint er. Obwohl sie das Geld erst nicht annehmen will, kann Jens sie überzeugen, als er bittet, ihn einmal etwas richtig machen zu lassen, nachdem er so viel bei ihr falsch gemacht habe. Da kann er noch nicht wissen, dass Nikos Sakalidis nur wenig später eine Order aus Athen erhält, Jens zu verhaften. Er habe jeweils 325.000 mexikanische Pesos bei zwei verschiedenen Banken eingetauscht. Das Geld stamme vermutlich aus dem Drogenhandel. Sein Boot sei außerdem zu versiegeln. Nikos informiert Jana, die erst einmal allein mit ihrem Vater reden will. Sie sagt ihm was Sache ist, und Nikos zeigt Jens den Haftbefehl. Was Jana schon ahnt, bestätigt sich, das Geld für ihr Studium stammt auch aus dem Drogengeld. Jana setzt trotzdem alles daran, ihrem Vater zu helfen, ganz im Gegensatz zu ihrer Mutter, der sie erklären muss, dass es einmal nicht um sie gehe.
Nikos findet heraus, dass Sanchez vor zwei Jahren in Cancún verhaftet und zu neun Jahren Gefängnis wegen organisiertem Rauschgifthandels verurteilt worden ist. Jana glaubt, damit sei doch bewiesen, dass Jens unschuldig sei. So einfach ist die Sache aber nicht. Jens soll bereits am Freitag nach Athen überführt werden, ein Drogenhund soll das Boot durchsuchen. Jana bittet Nikos um Hilfe, sie streiten miteinander, versöhnen sich aber wieder und verbringen ihre erste gemeinsame Nacht miteinander. Jens darf die Gefängniszelle auf Ehrenwort für einige Stunden verlassen. Mit dem Inselhund, den Jana „Ouzo“ getauft hat, üben Nikos und sie, Drogen aufzuspüren. Mit Brittas Hilfe gelingt Jens in dieser Nacht, die Nikos mit Jana verbringt, die Flucht aus der Zelle. Jens und Britta hatten bei einem gemeinsamen Treffen festgestellt, dass sie mehr füreinander empfinden, als nur Freundschaft. Jens hinterlässt Jana eine liebevolle Nachricht. Nikos allerdings gerät dadurch in große Schwierigkeiten.
Dank Nikos unermüdlicher Nachforschungen stellt sich heraus, dass die Seriennummern der Geldscheine, die Jens in Athen getauscht hat, und der Scheine, die in Cancún sichergestellt worden sind, zusammenpassen. Bei Sanchez’ Verhaftung in Cancún wurden aber nur umgerechnet 470.000 Euro sichergestellt, die 650.000 an Bord gefundenen Pesos sind der Rest, der nie gefunden wurde. Nikos setzt sich in Athen sehr für Jens Hansen ein, der ganz plötzlich wieder in der Tür steht. Dann ruft auch noch der Polizeipräsident persönlich an, dass der Inhaftierte sich frei bewegen dürfe, man prüfe die neue Sachlage, außerdem wird die kleine Polizeistation explizit gelobt. Und letztlich finden sich auch Janas Papiere wieder an, was etwas mit Ouzo und dem jungen Dieb Charly zu tun hat. Jens, Britta und Jana brechen auf nach Kroatien, wo Jana ihr Studium beginnen wird, nicht ohne Nikos vorher zu versprechen, dass man sich bald wiedersehen werde. Susanne bleibt zurück, sie wird sich für die Zeit von Brittas Abwesenheit um deren Pension kümmern.

## Produktion

### Produktionsnotizen

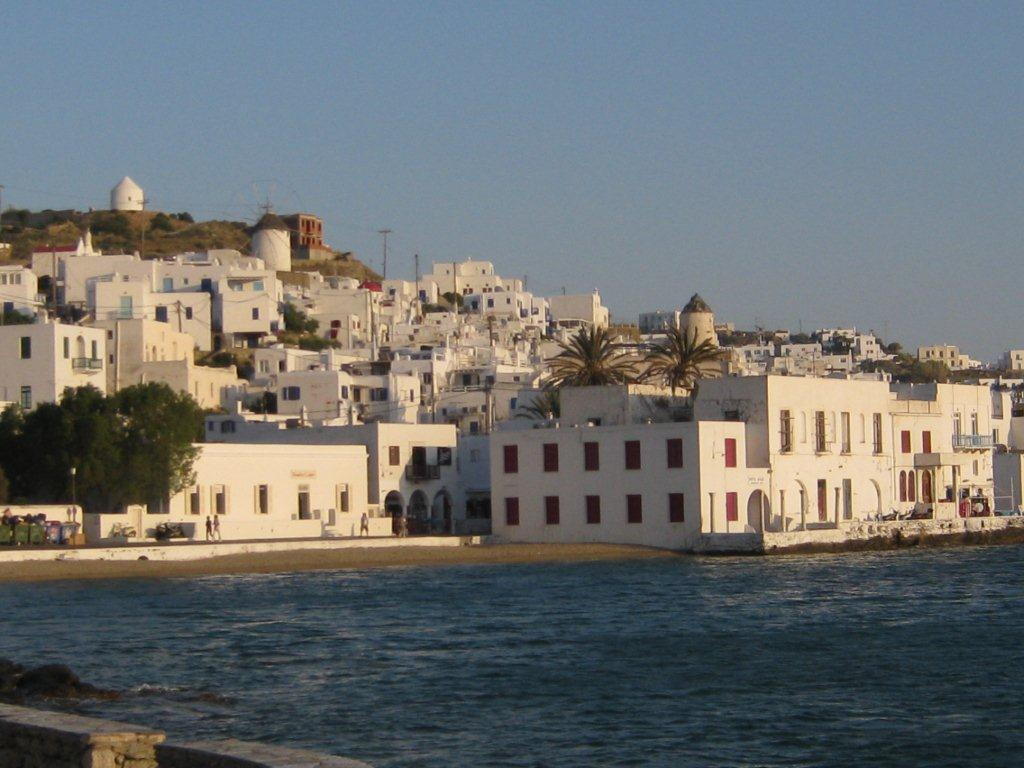
Altstadt von Mykonos

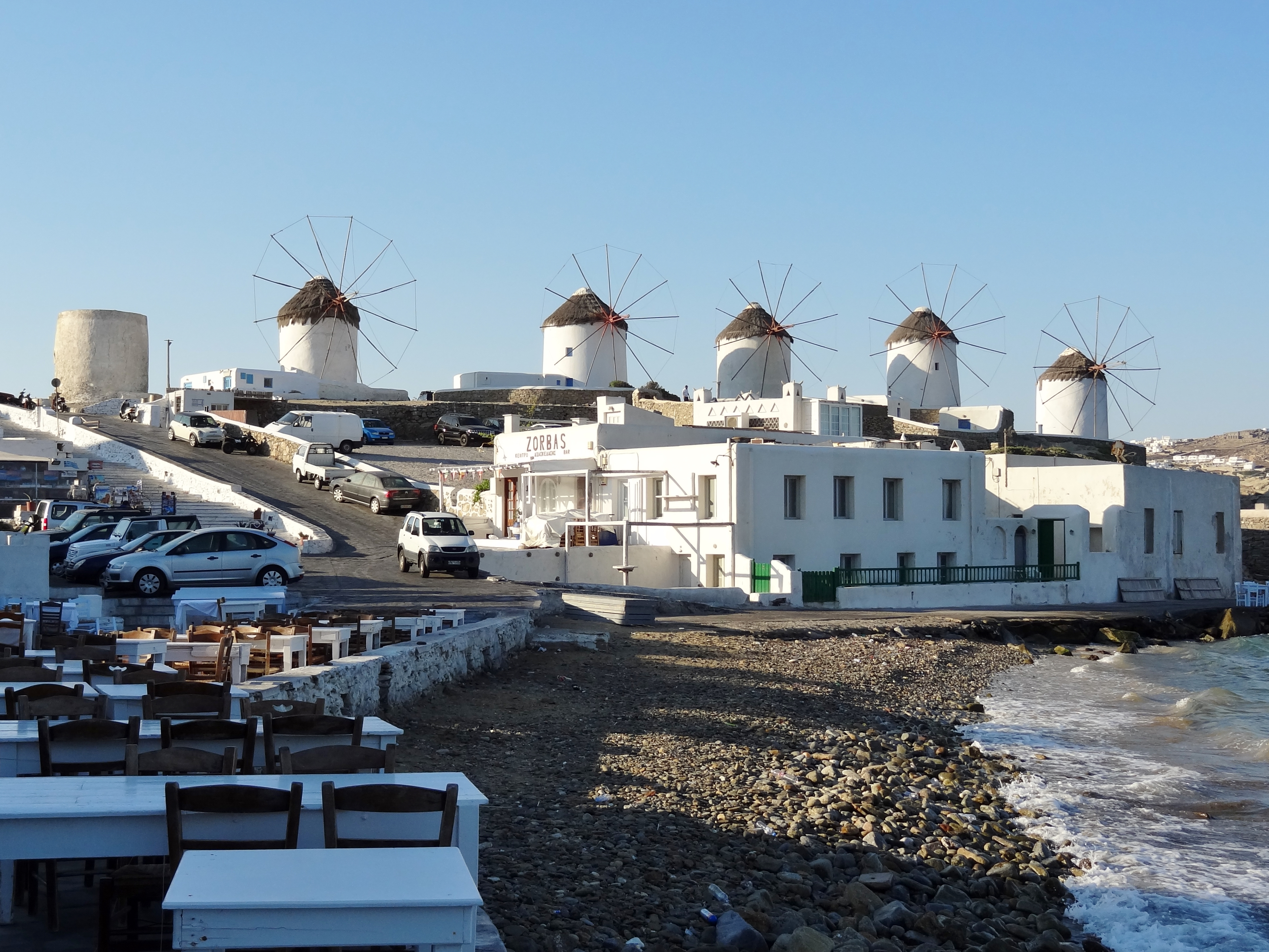
Kato Mili, die sechs Windmühlen

Ein Sommer auf Mykonos wurde vom 1. Juli bis zum 26. Juli 2019 an Schauplätzen auf Mykonos und Paros gedreht. Zu sehen sind auch die noch verbliebenen sechs Windmühlen, Kato Mili, Wahrzeichen der Insel. Die Redaktion hatte Rita Nasser inne, die Aufnahmeleitung Nikos Haritos, die Produktionsleitung George Serdaris und Christiane Plum, die Herstellungsleitung Volker Hahn und Marinos Charalambous. Autor Thomas Kirdorf ist hier zum siebten Mal für die Herzkino-Reihe Ein Sommer in … tätig. Für Valerie Huber ist es ihr zweiter Auftritt in der Herzkino-Reihe, Daniel Rodic stand für die Reihe erstmals vor der Kamera, Ann-Kathrin Kramer spielte bereits 2013 in der Folge Ein Sommer in Amalfi mit.

### Musik im Film
- Get Back von den Beatles
- Have You Ever Seen the Rain von Creedence Clearwater Revival
- Do It Again (Steely-Dan-Lied) von Steely Dan
- Hypnotized von Oliver Koletzki feat. Fran
- What’s a Woman? von Vaya Con Dios
- Fade Out Lines von The Avener
- Give Me the Night von Randy Crawford
- Rockin’ Robin von Bobby Day
- Music to Watch Girls By von Andy Williams
- Happiness von The Pointer Sisters
- griechische Instrumentalmusik

### Veröffentlichung
Ein Sommer auf Mykonos wurde erstmals am Sonntag, dem 16. Februar 2020, im ZDF im Rahmen der Herzkino-Reihe ausgestrahlt. Der Film wird von der Studio Hamburg Enterprises GmbH auf DVD herausgegeben, Erscheinungstermin 17. April 2020.

## Rezeption

### Einschaltquote
Bei seiner Erstausstrahlung schalteten den Film 4,93 Mio. Zuschauer ein bei einem Marktanteil von 14,3 Prozent.

### Kritik
Rainer Tittelbach von tittelbach.tv gab dem Film auf seiner Seite vier von sechs möglichen Sternen und fasste zusammen: „Ein bisschen Trennungsfamilien-Alltag, Elternliebe, junge Liebe, ein Bündel mexikanische Pesos, dazu ein romantisches Inselparadies, azurblaues Meer, klarer Himmel und strahlender Sonnenschein – das sind die Ingredienzien des ZDF-Fernsehfilms ‚Ein Sommer auf Mykonos‘ […].“ Autor Thomas Kirdorf „konstruier[e] aus den fünf tragenden bestens besetzten Charakteren einen munteren Beziehungsreigen, der trotz eines Haftbefehls den typischen Sommerurlaubscharakter nicht verlier[e] und nie unangemessen dramatisch“ werde. Das sei „alles nicht weltbewegend“, wirke aber „weniger piefig als die Pilcher-Plot-Ungetüme oder die Inga-Lindström-Idyllen“. Die „gesamte Anmutung“ sei „frischer und weniger formelhaft“. Der Film mit seiner „guten Balance aus modischer Hochglanz-Fotografie  und südländischem Flair“ lasse sich „gut weggucken“ und mache „Lust auf Sommerurlaub“. Der Film sei „ein kleiner Lichtblick am Horizont des ZDF-‚Herzkinos‘“. „Mitentscheidend für den positiven Gesamteindruck (im Rahmen des Genres)“ seien „auch die Schauspieler, allen voran Michael Fitz – Inbegriff reifer Coolness und somit eine Idealbesetzung. Valerie Huber und Daniel Rodic“ seien „ein Paar zum Hingucken und Gernhaben, auch Ann-Kathrin Kramer und Nina Kronjäger, beide meist eine sichere Bank“, seien „überzeugend in ihren Rollen“. „Den Kritiker freundlich“, meinte Tittelbach augenzwinkernd, stimme „auch der Soundtrack […]“.
Die Fernsehzeitschrift Prisma hingegen sprach von einem „charmanten Herzkino-Drama“, das sich als „ein typischer Vertreter“ dieser Reihe entpuppe, „mit vielen Gefühlen, leichten Dialogen und atemberaubenden Landschaftseindrücken“. Regisseur Jophi Ries widme sich „ausgiebig den Besonderheiten des Touristenmagnets Mykonos, oder auch ‚Klein Venedig‘, wie Nikos es nennt: Bunte Häuser, ein lebhafter und windiger Hafen, klares Wasser oder auch die Kato Mili, die berühmten Windmühlen, werden ebenso eingefangen wie die ausgelassene Partystimmung oder die Flora und Fauna. Der Film wirkt wie eine Liebeserklärung an die Insel, vermischt mit einer entzückenden und durchaus spannenden Geschichte über Familienmitglieder, die den Weg der Versöhnung suchen“.